# Романтик (клуб)
Турклуб «Романтик» — одеський некомерційний туристичний клуб. Один із найстаріших і найбільш відомих туристичних клубів, що веде свою діяльність на території України. Був заснований у 1957 році групою студентів Одеського політехнічного інституту. У липні 1959 року учасниками гірського походу, що організувала туристична секція, було здійснено першопроходження перевалу у гірському районі Алтаю, який згодом отримав назву «Перевал одеських політехніків».

## Діяльність
Протягом понад півстоліття турклуб бере активну участь у всесторонньому розвитку молоді. Його діяльність здійснила безпосередній вплив у формуванні багатьох поколінь одеських політехніків, які у майбутньому ставали видатними інженерами, музикантами, майстрами спорту та успішними діячами інших сфер.
Одним із прикладів є Мстислав Горбенко — перший одесит, який підкорив вершину Евересту у складі міжнародної експедиції і який нині є директором альпклубу «Одеса». Перші кроки в області альпінізму та спортивного туризму Мстислав зробив саме у турклубі «Романтик». Він також брав безпосередню участь у розвитку клубу, перебуваючи у складі студентського правління.
Клуб регулярно організовує різноманітні спортивні заходи та змагання, спрямовані на популяризацію здорового способу життя та розвиток спортивного туризму. Багато змагань проводяться спільно із Федерацією спортивного туризму України. Спортивні заходи організовуються в таких сферах, як піший, гірський, водний, лижний, вело- та спелеотуризм. Походи які проводить турклуб, регулярно беруть участь у першостях України та всього світу. За рахунок цього їх учасники отримують спортивні розряди та звання аж до майстра спорту України.
Турклуб «Романтик» також є партнером і співорганізатором одного з найбільших в Україні туристичних піших переходів «100 кілометрів за 24 години по Поясу Слави», щорічно забезпечуючи всеосяжною підтримкою учасників на контрольних пунктах маршруту. Ветерани клубу також беруть участь у різноманітних музичних ініціативах як «співуча сотка», долаючи певну частину маршруту під акомпанемент гітари.
Робота, яка була виконана задля організації та забезпечення життєдіяльності клубу, а також важливість її внеску у розвиток спортивного туризму та молоді в СРСР, а після — і в Україні, були згадані у різних наукових публікаціях та навчальних посібниках.
Турклуб «Романтик» брав активну участь у виконанні особливо небезпечних висотних робіт при ліквідації наслідків ракетного удару по Одесі 14 червня 2023 року.

## Гірський напрямок

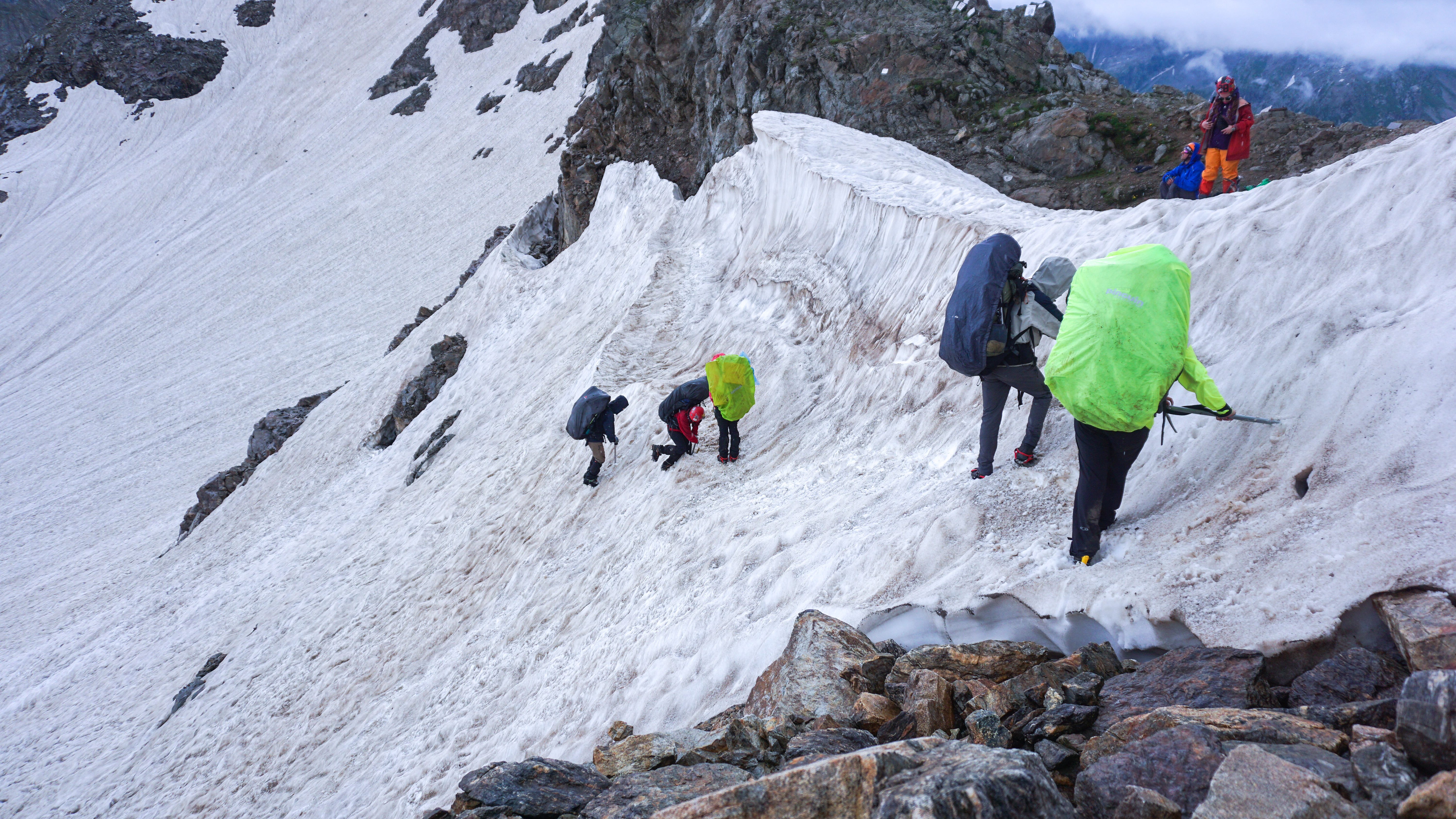
Подолання перевалу у гірському поході

Організація гірських експедицій учасниками клубу, дала можливість здійснити велику кількість першопроходів перевалів і вершин, які згодом отримали назви, що дали їм першопрохідники клубу, тим самим вносячи свій внесок у розвиток спортивного туризму та підвищення рівня безпеки у гірських районах всього світу.
Спортивні походи гірського напрямку, які організовував турклуб, займали призові місця на чемпіонатах України зі спортивних туристичних походів вищих категорій складності.
Клуб також має свою спортивну команду з техніки гірського туризму, яка регулярно бере участь у чемпіонатах України, представляючи Одеську область. Учасники команди успішно займають призові місця на першостях країни, покращуючи навички та підвищуючи свої спортивні розряди.

## Водний напрямок
У клубі представлено і напрямок водного туризму. Використовуючи такі плавзасоби, як катамарани та байдарки, учасники походів долають водні перешкоди на таких річках, як Південний Буг.
У районі порога під назвою «Інтеграл», що розташований на Південному Бузі, турклуб «Романтик» організовує водні змагання. Крім походів у межах України, туристичний клуб також проводить їх і у таких далеких районах, як Норвегія.

## Велосипедний напрямок

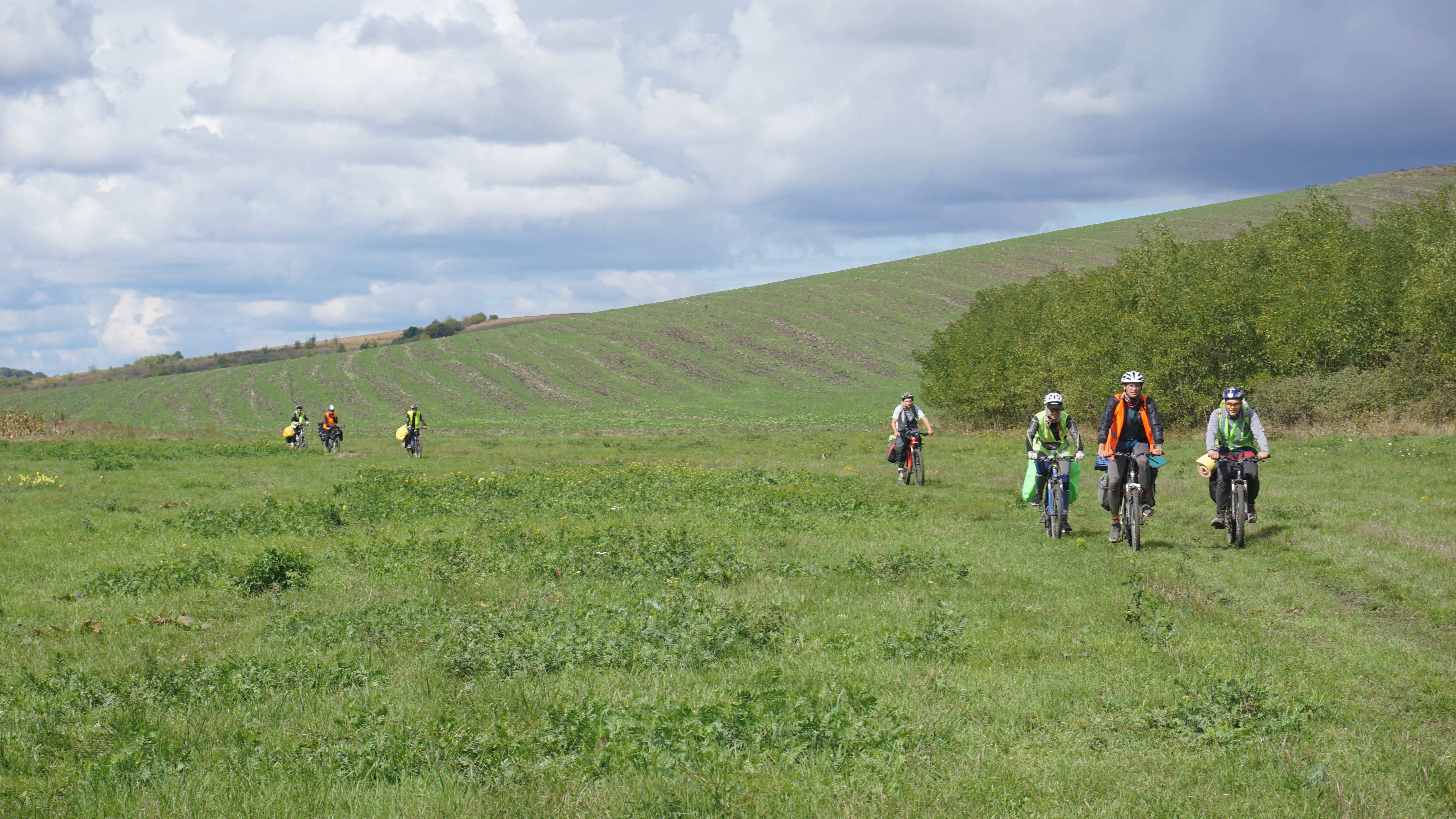
Велосипедна похідна група на маршруті

У клубі також активно розвивається напрямок велотуризму. Учасники клубу ходять категорійні походи маршрутами Одеської та прилеглих областей.

## Лижний напрямок

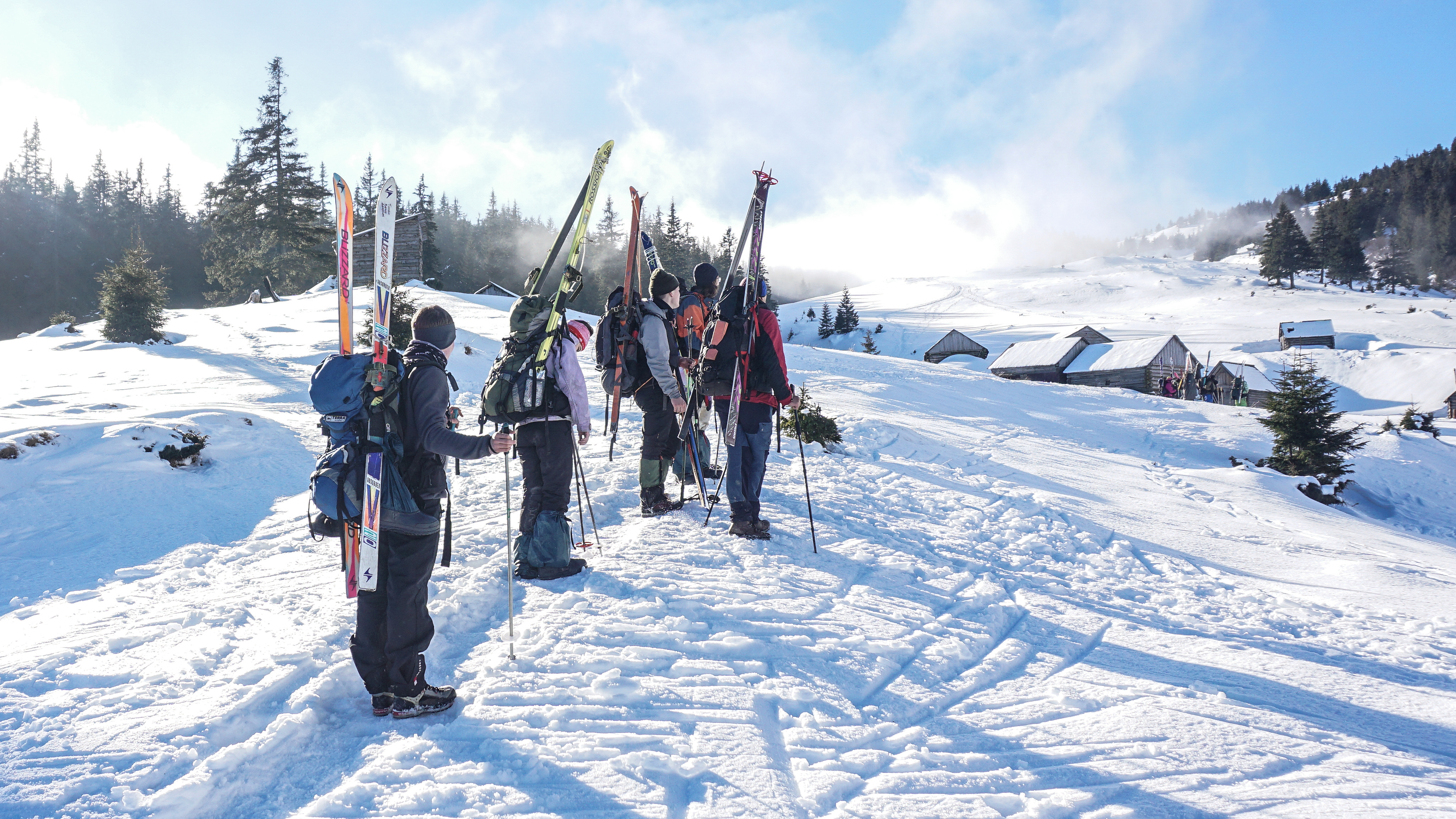
Лижний туризм

Клуб також організовує лижні походи різних категорій складності.
Походи брали участь у чемпіонатах України зі спортивних туристських походів лижного напрямку спортивного туризму, де в тому числі займали призові місця.

## Історія
Початок діяльності самоорганізованого туристичного об'єднання було започатковано 12 березня 1957 року, коли студенти-хіміки ОПІ на чолі з Валерієм Юдіним вирішили сходити в похід уздовж берега моря. Після успішного проведення походу та розуміння актуальності даної спортивної сфери, студентами було вирішено організувати туристичну секцію при ОПІ.
У 1960-х роках секція зіткнулася із такою проблемою, як заборона спортивного туризму на державному рівні. Турсекція все одно продовжила свою діяльність, але у менших масштабах. У 1963-му році заборона була знята і розвиток спортивного туризму набув масового характеру.
31 жовтня 1963 року турсекція була оформлена як туристський клуб «Романтик». Були створені та затверджені емблема та статут клубу, які з незначними редакціями збереглися до теперішніх часів.

## Галерея

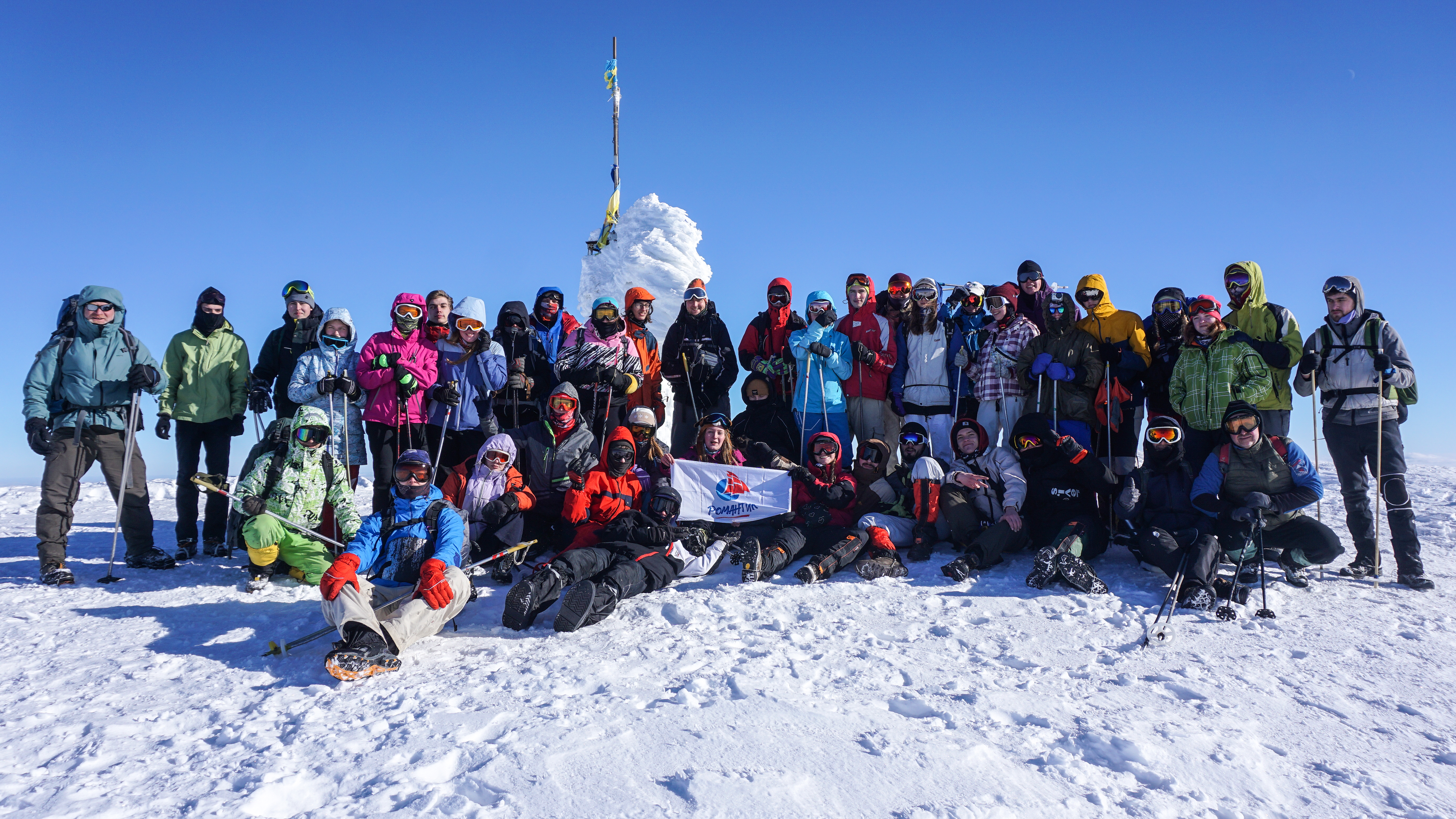
Лижні збори т/к «Романтик», г. Говерла, січень 2023 року

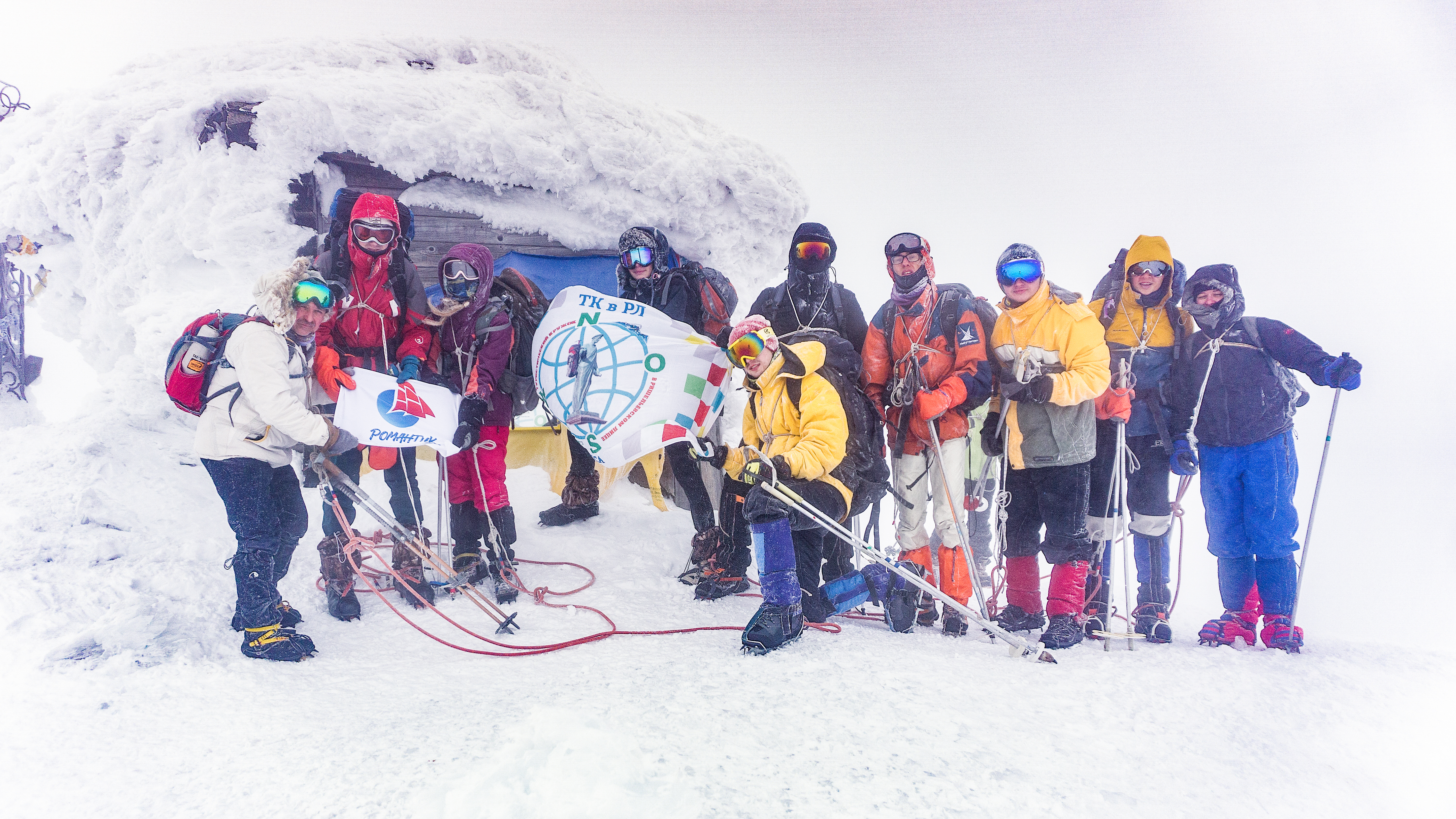
Група туристів т/к «Романтик» на вершині г. Петрос (2020 м)